# Accompagnateur de transports en commun
Pour les articles homonymes, voir accompagnateur.
Un accompagnateur de transports en commun  est un professionnel qui assiste et renseigne les voyageurs, contrôle les titres de transport, veille au bon fonctionnement de l'équipement et parfois vend des titres de transport.

## Conditions générales d'exercice de la profession
Cette profession s'effectue debout, en contact permanent avec les usagers des transports en commun (trains de voyageurs, autobus, trams, métro). Généralement, les horaires de travail sont irréguliers et prestés en roulement d'équipes. Sur les lignes ferroviaires internationales, les périodes de repos sont décalées. Pour être habilité à dresser des procès-verbaux, il est nécessaire d'être assermenté. Le port d'un uniforme est requis dans la plupart des cas.